# Stéphane Rochon
Stéphane Rochon (ur. 15 marca 1974 w Laval) – kanadyjski narciarz, specjalista narciarstwa dowolnego. Jego największym sukcesem jest srebrny medal w jeździe po muldach wywalczony na mistrzostwach świata w Iizuna. Ponadto zdobył brązowy medal w tej samej konkurencji na mistrzostwach świata w Whistler. Jego najlepszym wynikiem olimpijskim był ósme miejsce w jeździe po muldach na igrzyskach olimpijskich w Nagano.
Najlepsze wyniki w Pucharze Świata osiągnął w sezonie 1996/1997, kiedy to zajął 6. miejsce w klasyfikacji generalnej, a w klasyfikacji jazdy po muldach był drugi. W klasyfikacji jazdy po muldach był drugi także w sezonie 2001/2002. W klasyfikacji jazdy po muldach podwójnych zajmował drugie miejsce w sezonach 1995/1996, 1998/1999, 1999/2000 i 2002/2003, a w 2001/2002 był w tej klasyfikacji trzeci.
W 2003 r. zakończył karierę.

## Osiągnięcia

### Igrzyska olimpijskie
| Miejsce | Dzień     | Rok  | Miejscowość    | Konkurencja      | Zwycięzca     |
| ------- | --------- | ---- | -------------- | ---------------- | ------------- |
| 8.      | 11 lutego | 1998 | Nagano         | Jazda po muldach | Jonny Moseley |
| 15.     | 12 lutego | 2002 | Salt Lake City | Jazda po muldach | Janne Lahtela |

### Mistrzostwa świata
| Miejsce | Dzień       | Rok  | Miejscowość | Konkurencja                 | Zwycięzca         |
| ------- | ----------- | ---- | ----------- | --------------------------- | ----------------- |
| 8.      | 18 lutego   | 1995 | La Clusaz   | Jazda po muldach            | Edgar Grospiron   |
| 2.      | 8 lutego    | 1997 | Iizuna      | Jazda po muldach            | Jean-Luc Brassard |
| 4.      | 10 marca    | 1999 | Meiringen   | Jazda po muldach            | Janne Lahtela     |
| 4.      | 14 marca    | 1999 | Meiringen   | Jazda po muldach podwójnych | Johann Grégoire   |
| 3.      | 19 stycznia | 2001 | Whistler    | Jazda po muldach            | Jean-Luc Brassard |
| 9.      | 21 stycznia | 2001 | Whistler    | Jazda po muldach podwójnych | Stéphane Yonnet   |
| 7.      | 31 stycznia | 2003 | Deer Valley | Jazda po muldach            | Jean-Luc Brassard |
| 5.      | 1 lutego    | 2003 | Deer Valley | Jazda po muldach podwójnych | Jeremy Bloom      |

### Puchar Świata

#### Miejsca w klasyfikacji generalnej
- sezon 1992/1993: 77.
- sezon 1993/1994: 46.
- sezon 1994/1995: 22.
- sezon 1995/1996: 11.
- sezon 1996/1997: 6.
- sezon 1997/1998: 17.
- sezon 1998/1999: 15.
- sezon 1999/2000: 19.
- sezon 2000/2001: 12.
- sezon 2001/2002: 6.
- sezon 2002/2003: 13.

#### Miejsca na podium
1. Le Relais – 30 stycznia 1993 (Jazda po muldach) – 3. miejsce
2. Lake Placid – 21 stycznia 1994 (Jazda po muldach) – 2. miejsce
3. Oberjoch – 3 lutego 1995 (Jazda po muldach) – 3. miejsce
4. Tignes – 11 grudnia 1995 (Muldy podwójne) – 2. miejsce
5. Lake Placid – 5 stycznia 1996 (Jazda po muldach) – 3. miejsce
6. Whistler Blackcomb – 13 stycznia 1996 (Jazda po muldach) – 3. miejsce
7. Whistler Blackcomb – 13 stycznia 1996 (Jazda po muldach) – 3. miejsce
8. Kirchberg – 4 lutego 1996 (Jazda po muldach) – 3. miejsce
9. Breckenridge – 19 stycznia 1996 (Jazda po muldach) – 1. miejsce
10. Breckenridge – 19 stycznia 1996 (Jazda po muldach) – 1. miejsce
11. Mont Tremblant – 27 stycznia 1996 (Jazda po muldach) – 1. miejsce
12. Mont Tremblant – 27 stycznia 1996 (Jazda po muldach) – 2. miejsce
13. Hundfjället – 6 marca 1996 (Jazda po muldach) – 1. miejsce
14. Hundfjället – 7 marca 1996 (Muldy podwójne) – 2. miejsce
15. Mont Tremblant – 9 stycznia 1997 (Jazda po muldach) – 1. miejsce
16. Mont Tremblant – 9 stycznia 1997 (Jazda po muldach) – 2. miejsce
17. Breckenridge – 24 stycznia 1997 (Jazda po muldach) – 2. miejsce
18. Altenmarkt – 7 marca 1997 (Jazda po muldach) – 2. miejsce
19. Hundfjället – 13 marca 1997 (Jazda po muldach) – 2. miejsce
20. La Plagne – 19 grudnia 1997 (Jazda po muldach) – 3. miejsce
21. La Plagne – 20 grudnia 1997 (Jazda po muldach) – 3. miejsce
22. Breckenridge – 30 stycznia 1998 (Jazda po muldach) – 3. miejsce
23. Châtel – 2 marca 1998 (Muldy podwójne) – 3. miejsce
24. Mont Tremblant – 9 stycznia 1999 (Jazda po muldach) – 3. miejsce
25. Steamboat Springs – 16 stycznia 1999 (Muldy podwójne) – 1. miejsce
26. Inawashiro – 17 lutego 1999 (Jazda po muldach) – 2. miejsce
27. Madarao – 20 lutego 1999 (Jazda po muldach) – 3. miejsce
28. Madarao – 20 lutego 1999 (Jazda po muldach) – 2. miejsce
29. Madarao – 21 lutego 1999 (Muldy podwójne) – 1. miejsce
30. Tandådalen – 27 listopada 1999 (Muldy podwójne) – 1. miejsce
31. Whistler Blackcomb – 5 grudnia 1999 (Muldy podwójne) – 3. miejsce
32. Madarao – 29 stycznia 2000 (Muldy podwójne) – 2. miejsce
33. Iizuna – 10 lutego 2001 (Muldy podwójne) – 1. miejsce
34. Steamboat Springs – 15 grudnia 2001 (Muldy podwójne) – 3. miejsce
35. Tignes – 1 grudnia 2001 (Jazda po muldach) – 2. miejsce
36. Steamboat Springs – 14 grudnia 2001 (Jazda po muldach) – 1. miejsce
37. Whistler – 26 stycznia 2002 (Muldy podwójne) – 2. miejsce
38. Ruka – 16 marca 2002 (Jazda po muldach) – 3. miejsce
39. Fernie – 25 stycznia 2003 (Muldy podwójne) – 2. miejsce
40. Voss – 2 marca 2003 (Muldy podwójne) – 1. miejsce

- W sumie 11 zwycięstw, 14 drugich i 15 trzecich miejsc.